# Ямпільська селищна рада (Білогірський район)
Я́мпільська се́лищна ра́да — орган місцевого самоврядування Ямпільської селищної громади в Шепетівському районі Хмельницької області. Адміністративний центр — селище міського типу Ямпіль.

## Основні дані
Ямпільська селищна рада утворена в 1921 році.
- Населення селищної ради: 5 096 особи (2011)
- Територія селищної ради: 110 км²
- Середня щільність населення: 69,62 осіб/км²
- Загальна площа населених пунктів: 110 км²
- Середня щільність населення у населених пунктах: 332,46 осіб/км²

## Географія
Територією селищної ради, із південного заходу на північний схід, протікає річка Горинь (659 км), права притока річки Прип'яті.

## Населені пункти
Селищній раді підпорядковані населені пункти:
- смт Ямпіль
- с. Дідківці
- с. Лепесівка
- с. Норилів
- с. Паньківці
- с. Миклаші
- с. Погорільці
- с. Тихомель
- с. Воробіївка
- с. В'язовець
- с. Ставок
- с. Довгалівка
- с. Москалівка

## Склад ради
Рада складається з 22 депутатів та голови.
- Голова ради: Кордонець Василь Микитович
- Секретар ради: Годована Катерина Володимирівна

### Керівний склад попередніх скликань
| Прізвище, ім'я, по батькові | Основні відомості                                                        | Дата обрання | Дата звільнення |
| --------------------------- | ------------------------------------------------------------------------ | ------------ | --------------- |
| Рудь Валерій Анатолійович   | Селищний голова, 1967 року народження, освіта вища, член Народної партії | 26.03.2006   | 31.10.2010      |
| Рудь Валерій Анатолійович   | Селищний голова, 1967 року народження, освіта вища, член Партії регіонів | 31.10.2010   |                 |

Примітка: таблиця складена за даними сайту Верховної Ради України

### Депутати
За результатами місцевих виборів 2010 року депутатами ради стали:

#### За суб'єктами висування
| Суб'єкт висування                 | Кількість обраних депутатів | %  |
| --------------------------------- | --------------------------- | -- |
| Єдиний Центр                      | 8                           | 40 |
| Народна партія                    | 4                           | 20 |
| Політична партія «Сильна Україна» | 4                           | 20 |
| Самовисування                     | 4                           | 20 |

#### За округами
| № округу                          | Прізвище, ім'я, по батькові       | Дата визнання обраним | Освіта  | Партійна приналежність | Відомості про обраного депутата                                                                        |
| --------------------------------- | --------------------------------- | --------------------- | ------- | ---------------------- | --- |
| Єдиний Центр                      |                                   |                       |         |                        | |
| 2                                 | Наконечний Василь Васильович      | 05.11.2010            | вища    | член Єдиного Центру    | тимчасово не працює                                                                                    |
| 4                                 | Дема Сергій Вікторович            | 05.11.2010            | вища    | позапартійний          | приватний підприємець                                                                                  |
| 7                                 | Ковбасовська Аліна Анатоліївна    | 05.11.2010            | вища    | член Єдиного Центру    | тимчасово не працює                                                                                    |
| 8                                 | Варчук Олександр Іванович         | 05.11.2010            | середня | член Єдиного Центру    | ПП Медвєдєв В. М.                                                                                      |
| 11                                | Борейко Наталія Іванівна          | 05.11.2010            | вища    | член Єдиного Центру    | тимчасово не працює                                                                                    |
| 12                                | Яценко Надія Дмитрівна            | 05.11.2010            | вища    | член Єдиного Центру    | пенсіонер                                                                                              |
| 13                                | Дворак Ірина Василівна            | 05.11.2010            | середня | позапартійна           | тимчасово не працює                                                                                    |
| 16                                | Боденчук Василь Романович         | 05.11.2010            | вища    | член Єдиного Центру    | Ямпільська дільниця Хмельницького міжрегіонального управління водного господарства, інженер-гідротехік |
| Народна Партія                    |                                   |                       |         |                        | |
| 9                                 | Крамар Тетяна Степанівна          | 05.11.2010            | вища    | позапартійна           | пенсіонер                                                                                              |
| 14                                | Грунтківський Павло Володимирович | 05.11.2010            | середня | позапартійний          | Білогірський ЦЕЗ, електромонтер                                                                        |
| 17                                | Мусійчук Василь Васильович        | 05.11.2010            | вища    | позапартійний          | Ямпільська спецшкола, вихователь                                                                       |
| 20                                | Троян Олександр Сергійович        | 05.11.2010            | вища    | член Народної партії   | приватний підприємець                                                                                  |
| Політична партія «Сильна Україна» |                                   |                       |         |                        | |
| 3                                 | Дубина Анатолій Аркадійович       | 05.11.2010            | вища    | позапартійний          | Ямпільська загальноосвітня школа, вчитель                                                              |
| 5                                 | Мирончук Валентина Іванівна       | 05.11.2010            | вища    | позапартійна           | Ямпільська загальноосвітня школа, вчитель                                                              |
| 10                                | Олуйко Марія Володимирівна        | 05.11.2010            | вища    | позапартійна           | Ямпільська загальноосвітня школа, директор                                                             |
| 19                                | Чижик Тетяна Анатоліївна          | 05.11.2010            | вища    | позапартійна           | Ямпільська загальноосвітня школа, вчитель                                                              |
| Самовисування                     |                                   |                       |         |                        | |
| 1                                 | Фіялчук Віктор Олександрович      | 05.11.2010            | вища    | позапартійний          | Ямпільська спецшкола, соціальний педагог                                                               |
| 6                                 | Поліщук Василь Юхимович           | 05.11.2010            | вища    | позапартійний          | Ямпільська ПМК, виконроб                                                                               |
| 15                                | Годована Катерина Володимирівна   | 05.11.2010            | вища    | позапартійна           | Ямпільська селищна рада, секретар                                                                      |
| 18                                | Чевелюк Валентина Афанасіївна     | 05.11.2010            | вища    | позапартійна           | Ямпільська селищна рада, головний бухгалтер                                                            |

## Господарська діяльність
Промислові підприємства селищної ради: ТОВ «ЯРЗ», ПП "Фірма «Авторемпослуги», ТОВ «Ямпільпродукт».
Основним видом господарської діяльності населених пунктів селищної ради є сільськогосподарське виробництво. Воно складається із фермерських (Відділ № 12 ТОВ «Україна 2001», Теофіпольська філія ЗАТ «зерно продукт МХП», ФГ «Полква») та індивідуальних господарств. Основним видом сільськогосподарської діяльності є вирощування зернових і технічних культур; допоміжним — виробництво м'ясо-молочної продукції та вирощування овочевих культур.
На території селищної ради працює 33 магазини, три школи (загально-освітні: I–III ст, I–II ст., I ст.) на 822 учні, чотири школи-садки на 87 дітей, Ямпільське поштове відділення, АТС, дільнича лікарня, три ФАПи, бібліотека, будинок культури, сільський клуб, аптека, п'ять православних храми, храм УГКЦ, церква християн віри євангельської.

## Транспортні шляхи
Територією селищної ради, із заходу на схід проходить регіональний автомобільний шлях Н02 Кременець — Біла Церква — Ржищів. Із північного сходу на південний захід проходить залізничний шлях лінії Шепетівка-Подільська — Тернопіль із залізничною станцією Лепесівка.